# 科林斯鎮區 (阿肯色州德魯縣)
科林斯鎮區（英語：Collins Township）是位於美國阿肯色州德魯縣的一個行政鎮區。

## 地方資料
科林斯鎮區的面積為153.52平方千米，當中陸地面積為149.61平方千米，而水域面積為3.91平方千米。根據2010年美國人口普查的數據，當地共有人口235人，而人口密度為每平方千米1.53人。